# WFMT
WFMT est une station de radio de la ville de Chicago, dont la programmation est essentiellement consacrée à la musique classique et aux beaux-arts. La station appartient et est gérée par la société Window To The World Communications, qui possède également WTTW (en), station du réseau de télévision public PBS. WFMT est la station principale du réseau WFMT Radio Network, et fait partie des réseaux de radiodiffusion américains Beethoven and Jazz Satellite Network.
WFMT est considérée comme le plus actif et le plus important diffuseur de musique classique aux États-Unis. Elle est la première radio américaine à devenir membre de l'Union européenne de radio-télévision, et la première radio américaine à être diffusée en Union soviétique et en République populaire de Chine.
Une des particularités de la station est que toutes ses publicités diffusées à l'antenne sont récitées en direct par les animateurs de la station.

## Programmation
La station est productrice de l'émission Exploring Music (en) animée par Bill McGlaughlin (en).